# Карский сельсовет
Ка́рский сельсовет — сельское поселение в северо-восточной части Ненецкого автономного округа Российской Федерации.
Административный центр и единственный населённый пункт — посёлок Усть-Кара
Находится в пограничной зоне.

## География
Расположен на восточном берегу Карской губы (входит в Байдарацкую губу). Ближайшие крупные реки — Кара, Сопчаю, Тобью. Ближайший город и железнодорожная станция Воркута 200 км. До города Салехард 310 км. Расстояние до административного центра Ненецкого автономного округа, Нарьян-Мара — 520 км.
В соответствии с Приложением № 1 к Постановлению Правительства Российской Федерации от 4 июля 1992 г. № 470 Утвержден Постановлением Правительства Российской Федерации территория в границах Хальмер-Ю — Яры — Усть-Кара — Каратайка (за исключением названных населённых пунктов) является территорией с регламентированным посещением для иностранных граждан.

## Население
| 2010 | 2011 | 2012 | 2013 | 2014 | 2015 | 2016 | 2017 | 2018 |
| ---- | ---- | ---- | ---- | ---- | ---- | ---- | ---- | ---- |
| 574  | ↗590 | ↘562 | ↘551 | ↘524 | ↗526 | ↗530 | ↗542 | ↗553 |
| 2019 | 2020 | 2021 | 2023 |      |      |      |      |      |
| ↘529 | ↗535 | ↘485 | ↘479 |      |      |      |      |      |

## Местное самоуправление
Глава администрации — Амеличкина, Евгения Ювенальевна

## Экономика
Основные занятия населения — оленеводство и рыболовство. Усть-Кара — база СПК «Красный октябрь».